# 11430 Lodewijkberg
11430 Lodewijkberg is een planetoïde uit de hoofdgordel die om de zon draait in 1195,347 dagen (3 siderisch jaar en 100 dagen). De planetoïde werd op 17 oktober 1960 ontdekt door Kees van Houten en Ingrid van Houten-Groeneveld in de Sterrenwacht van Leiden. Zij vonden het object op foto's van de Samuel Oschintelescoop in het Palomar-observatorium in San Diego.
Het object kreeg de voorlopige aanduiding 9560 P‑L en werd op 28 september 2007 vernoemd naar de Nederlands-Amerikaanse ruimtevaarder Lodewijk van den Berg. 